# Mylabris flavoguttata
Mylabris flavoguttata is een keversoort uit de familie van oliekevers (Meloidae). De wetenschappelijke naam van de soort is voor het eerst geldig gepubliceerd in 1850 door Reiche in Ferret & Galin.